# Javier Casquero
Francisco Javier Casquero Paredes, kurz Javier Casquero (* 11. März 1976 in Talavera de la Reina, Toledo) ist ein ehemaliger spanischer Fußballspieler und heutiger -trainer.

## Spielerkarriere

### Segunda División
Javier Casquero begann seine Spielerkarriere bei CD Toledo in der spanischen Segunda División, wo er zwischen 1994 und 1999 insgesamt fünf Jahre lang spielte, unterbrochen von einer Leihe zum unterklassigen Team Cultural y Deportiva Leonesa in der Saison 1996/97, nachdem er zuvor nicht mehr so häufig zum Einsatz kam. Für die Saison 1999/2000 zog es ihn zu Atlético Madrid B, das zu diesem Zeitpunkt noch zweitklassig war. Nach nur einem Jahr nahm er das Angebot des Traditionsclubs FC Sevilla an, der in der Vorsaison in die Segunda División abstieg.

### Primera División und International
Bereits in der ersten Saison konnte er mit seinem neuen Team die Rückkehr in die erste Liga erreichen – für ihn war es das erste Mal. In der Saison 2004/2005 war er gar international mit seiner Mannschaft vertreten und Casquero spielte erstmals im UEFA Cup. Dennoch verlief jene Saison alles andere als gut für ihn, da er seinen Stammplatz bei den Andalusiern verlor.
So kam es wie es kommen musste und im Sommer 2005 unterschrieb Casquero einen Vertrag beim Ligarivalen Racing Santander. Wiederum nur ein Jahr später zog es ihn in die spanische Hauptstadt zum Überraschungsteam des FC Getafe, mit dem er zunächst das Finale der Copa del Rey im Jahr 2007 erreichte, ehe er 2007/2008 auch mit dem Madrider Vorstadtclub international vertreten war.
Nach sechs Jahren und mehr als 200 Pflichtspielen für Getafe wurde Casqueros Vertrag nicht verlängert. Er verließ den Club und unterschrieb bei der UD Almería einen Einjahresvertrag.

### Sonstiges
Am 21. April 2009 rastete Pepe beim Ligaspiel Real Madrids gegen den FC Getafe nach einem Foul an seinem Gegenspielers Casquero im Strafraum völlig aus. Seiner Meinung nach hatte sich der Getafe-Spieler absichtlich fallen gelassen. Nach dem Elfmeterpfiff des Schiedsrichters trat er den am Boden liegenden Spieler zwei Mal, drückte ihn zu Boden und schlug Juan Albín ins Gesicht. Den Elfmeter trat Casquero gleich selber, scheiterte jedoch an Iker Casillas. Pepe wurde mit der Roten Karte vom Platz gestellt und beschimpfte die Schiedsrichter beim Verlassen des Spielfeldes. Nach dem Spiel wurde er für 10 Ligaspiele gesperrt.

## Erfolge
- 2000/01 – Aufstieg in die Primera División mit FC Sevilla